# Veles (god)

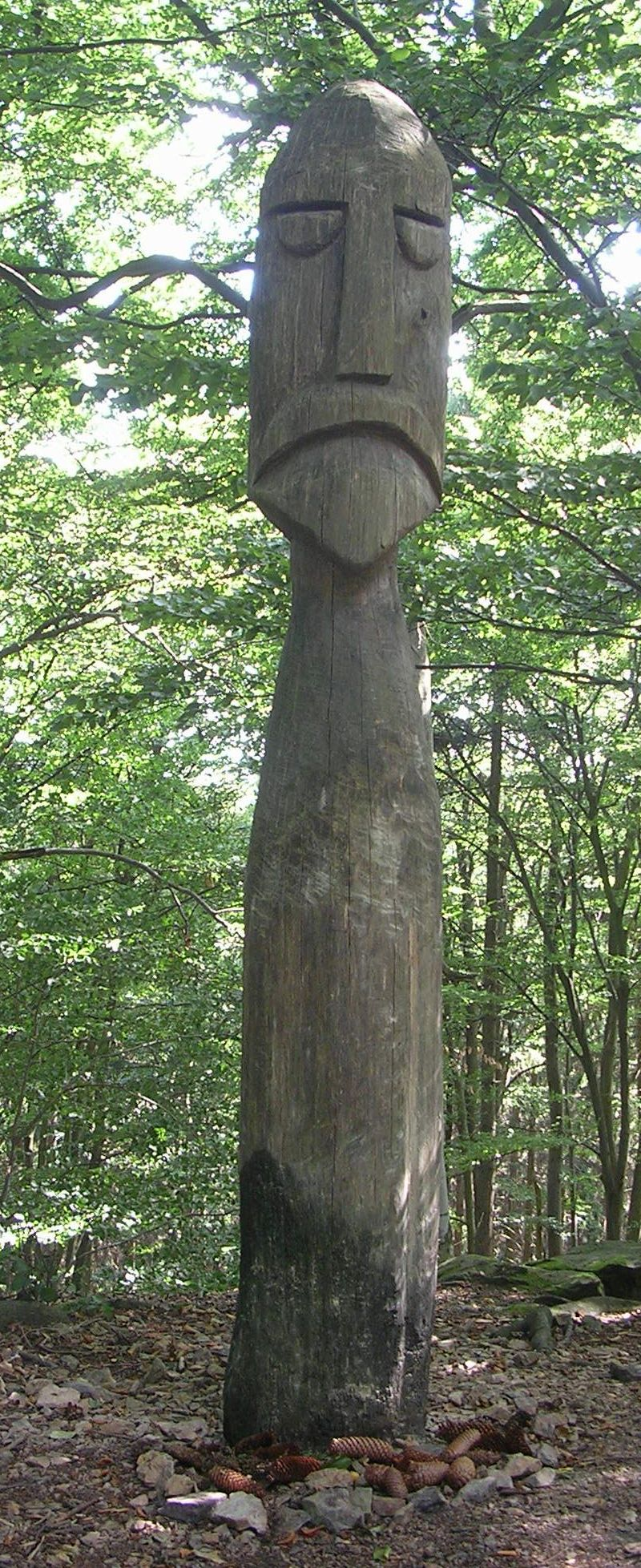
Modern beeld van Veles op de berg Velíz, Tsjechië

Veles (Volos) is een god uit de Slavische mythologie. Hij is de koning van de onderwereld, de dood, handel en rijkdom en beschermer van het vee (skotji bog, 'veegod'), de boeren, herders en reizende muzikanten. Veles is de tegenspeler van de god Perunu en wordt onder meer als slang, draak, beer of wolf voorgesteld. Hij wordt met water in verband gebracht. 
Zijn naam is afgeleid van 'wel' (wol in het Proto-Indo-Europees) of 'volos' (haar in het Russisch). Veles wordt vergeleken met Velus (Letland), Vélinas (Litouwen), Vetha (Etrurië) en Vala (India). Vala werd net als zijn broer Vritra door Indra verslagen, nadat hij koeien in de bergen had gevangengezet. Na Indra's overwinning op de droogtedemon konden de rivieren weer stromen. 
In de 'stormmythe' of 'goddelijke strijd' streden Perunu en Veles tegen elkaar. Veles had het vee van Perunu gestolen en opgesloten en toen Perunu Veles versloeg kwam de regen uit de hemel. Toch was Veles bij de oude Slaven geen boze god, al werd hij, net als Loki bij de oude Scandinaviërs, ook als oplichter gezien. De strijd tussen Veles en Perunu verliep cyclisch: Veles stond na te zijn verslagen opnieuw uit de dood op.  
Terwijl Perunu, de storm-, donder- en hemelgod, in Kiev op een hoge plaats werd vereerd, stond het beeld van Veles beneden op de markt. Toen het heidendom er in de 10e eeuw werd vervangen door het christendom werden Perunu en Veles respectievelijk omgezet in Sint Elias en Sint Nicolaas, welke laatste zich ook voor de boer en zijn vee inzet. 